# Apiocera spectabilis
Apiocera spectabilis is een vliegensoort uit de familie Apioceridae. De wetenschappelijke naam van de soort is voor het eerst geldig gepubliceerd in 1982 door Cazier.
De soort komt voor in het noordwesten van Mexico en de Verenigde Staten (Californië).